# جون مارتين هارلو
جون مارتين هارلو (بالإنجليزية: John Martyn Harlow)‏ هو طبيب أمريكي، ولد في 25 نوفمبر 1819 في Whitehall, New York ‏ في الولايات المتحدة، وتوفي في 13 مايو 1907 في ووبرن في الولايات المتحدة.